# Bombardón

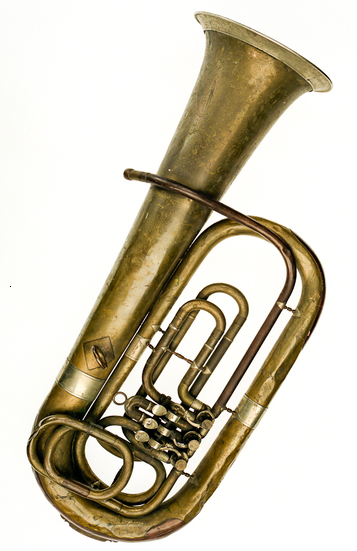
Bombardón

Bombardón je žesťový basový nástroj rakouského původu. Tvarem i rozměry je blízký heligonu, oproti kterému se liší rozšířeným kónusem.